# Locomotiva bavarese Pt 3/6
La locomotiva bavarese Pt 3/6 è stata una locotender a vapore surriscaldato per treni passeggeri costruita, per conto delle Königliche Bayerische Staats-Eisenbahnen, a partire dal 1911 dalla Krauss di Monaco di Baviera.

## Storia
Le locotender vennero prodotte dagli stabilimenti Krauss tra il 1911 e il 1913 in numero di 9 unità come versione a vapore surriscaldato della precedente locomotiva P 5 delle ferrovie del Palatinato e immatricolate dalle ferrovie statali della Baviera come Pt 3/6. In seguito al buon risultato ne vennero ordinate ulteriori 20 unità alla stessa Krauss. In seguito all'unificazione delle reti nella Deutsche Reichsbahn le 29 locomotive vennero immatricolate come gruppo DR 771.
Durante la seconda guerra mondiale 1 unità venne distrutta e dopo la fine del conflitto una locomotiva rimase alle DR (Germania orientale); le ulteriori 27 passarono alle nuove Deutsche Bundesbahn. 
Gli accantonamenti iniziarono negli anni cinquanta; nel 1954 erano ormai tutte fuori servizio eccetto alcune vendute a società private: Solo la macchina orientale fu utilizzata fino al 1956.

## Caratteristiche
Si trattava di una locotender dal rodiggio 1-3-2; la locomotiva era a vapore surriscaldato. La velocità massima era di 90 km/h.